# Radunia Stężyca
Radunia Stężyca – polski klub piłkarski z siedzibą w Stężycy, w latach 2022–2024 występujący w II lidze.

## Historia
Klub powstał w 1982 roku. Po sezonie 2001/2002 klub spadł z IV ligi, gr. pomorskiej. W następnym sezonie zespół zajął 2. miejsce w klasie okręgowej, gr. Gdańsk I i zagrał w barażach o awans. W nich przegrała z Wisłą Tczew w dwumeczu 6:10.  
Sezon 2003/2004 zakończył się zwycięstwem grupy, jednak w związku z zarzutami korupcyjnymi przyznany został walkower na niekorzyść Raduni, przez co klub nie awansował do IV ligi. Ostatecznie zespół grał w klasie okręgowej (grupie Gdańsk I oraz Gdańsk II) aż do sezonu 2016/2017, kiedy to wygrali grupę i awansowali do IV ligi. W następnym sezonie jako beniaminek wygrali oni rozgrywki IV ligi, gr. pomorskiej awansując do III ligi.  
W sezonie 2020/2021 Radunia po raz pierwszy w swojej historii awansowała do II ligi. W swoim pierwszym sezonie na tym szczeblu, Radunia zajęła 6. miejsce i zakwalifikowała się do baraży o pierwszą ligę, jednak przegrała w półfinałowym starciu z Ruchem Chorzów 0:1.  

### Upadek
Wzrost Radunii po 2017 roku, a także jej zdolność do regularnego pozyskiwania zawodników z doświadczeniem w dwóch najwyższych ligach, były możliwe dzięki wsparciu gminy Stężyca i jego wójta Tomasza Brzoskowskiego. Zawodnicy byli zatrudniani i opłacani przez gminę, a nie przez sam klub. Wydatki związane z Radunią były wymieniane jako jedna z głównych przyczyn kryzysowej sytuacji finansowej gminy na początku 2024 roku, z długiem przekraczającym 100 milionów złotych na rzecz Stężycy. Po wyborach samorządowych w Polsce w 2024 roku, nowy wójt, były pracownik Radunii, Ireneusz Stencel, wycofał całe finansowanie dla klubu, co spowodowało odejście większości zawodników i pracowników. Po zakończeniu sezonu 2023/2024 na siódmym miejscu, Radunia wycofała się z II ligi 27 czerwca 2024 roku. Ostatecznie klub został zdegradowany do IV ligi, piątego poziomu rozgrywkowego, zastępując swoją drużynę rezerwową. W sezonie 2024/2025 Radunia na 5 kolejek przed końcem straciła matematyczne szanse na utrzymanie w IV lidze spadając do klasy okręgowej.

## Sezon po sezonie
| Sezon     | Liga | Liga           | Miejsce | Uwagi                                                                 |
| --------- | ---- | -------------- | ------- | --------------------------------------------------------------------- |
| 1995/1996 | V    | Klasa okręgowa | bd/bd   |                                                                       |
| 1996/1997 | IV   | IV liga        | 10/16   |                                                                       |
| 1997/1998 | IV   | IV liga        | 11/17   |                                                                       |
| 1998/1999 | V    | Klasa okręgowa | 9/16    |                                                                       |
| 1999/2000 | V    | Klasa okręgowa | 3/18    |                                                                       |
| 2000/2001 | IV   | IV liga        | 6/20    |                                                                       |
| 2001/2002 | IV   | IV liga        | 14/18   |                                                                       |
| 2002/2003 | V    | Klasa okręgowa | 2/15    | Przegrane baraże o IV ligę                                            |
| 2003/2004 | V    | Klasa okręgowa | 2/15    |                                                                       |
| 2004/2005 | V    | Klasa okręgowa | 5/16    |                                                                       |
| 2005/2006 | V    | Klasa okręgowa | 2/16    | Przegrane baraże o IV ligę                                            |
| 2006/2007 | V    | Klasa okręgowa | 9/16    |                                                                       |
| 2007/2008 | V    | Klasa okręgowa | 7/16    |                                                                       |
| 2008/2009 | VI   | Klasa okręgowa | 3/14    |                                                                       |
| 2009/2010 | VI   | Klasa okręgowa | 3/14    |                                                                       |
| 2010/2011 | VI   | Klasa okręgowa | 3/14    |                                                                       |
| 2011/2012 | VI   | Klasa okręgowa | 7/14    |                                                                       |
| 2012/2013 | VI   | Klasa okręgowa | 7/16    |                                                                       |
| 2013/2014 | VI   | Klasa okręgowa | 4/16    |                                                                       |
| 2014/2015 | VI   | Klasa okręgowa | 4/16    |                                                                       |
| 2015/2016 | VI   | Klasa okręgowa | 10/16   |                                                                       |
| 2016/2017 | VI   | Klasa okręgowa | 1/15    |                                                                       |
| 2017/2018 | V    | IV liga        | 1/18    |                                                                       |
| 2018/2019 | IV   | III liga       | 3/18    |                                                                       |
| 2019/2020 | IV   | III liga       | 2/18    |                                                                       |
| 2020/2021 | IV   | III liga       | 1/22    |                                                                       |
| 2021/2022 | III  | II liga        | 6/18    | Przegrane baraże o I ligę                                             |
| 2022/2023 | III  | II liga        | 13/18   |                                                                       |
| 2023/2024 | III  | II liga        | 7/18    | wycofanie po sezonie oraz karna degradacja administracyjna do IV ligi |
| 2024/2025 | V    | IV liga        | 18/18   |                                                                       |

| Oznaczenie kolorami | Liczba sezonów |
| ------------------- | -------------- |
| III poziom ligowy   | 3              |
| IV poziom ligowy    | 7              |
| V poziom ligowy     | 11             |
| VI poziom ligowy    | 9              |

## Stadion

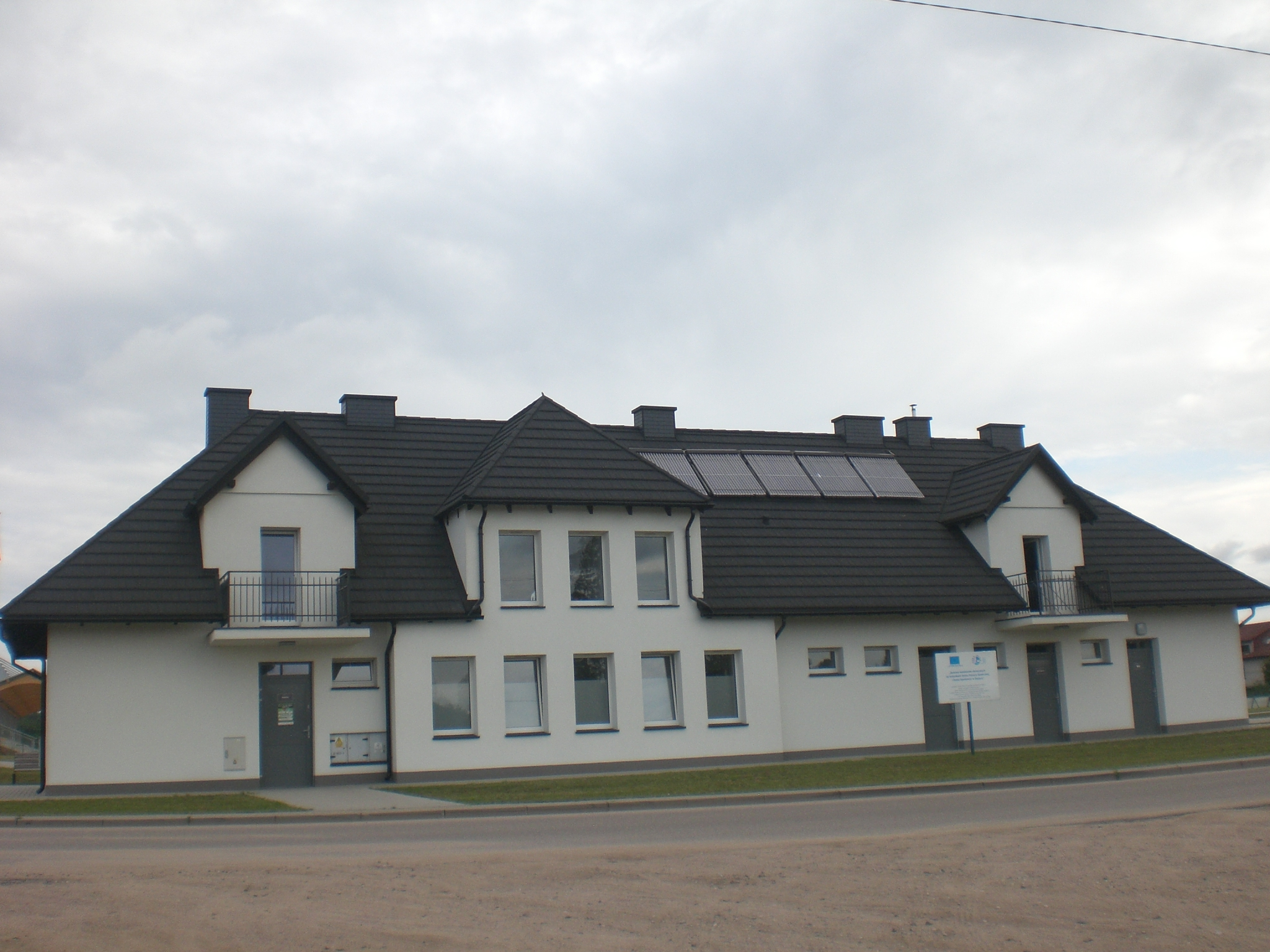
Budynek administracyjny z szatniami oraz zapleczem technicznym

Zespół rozgrywa domowe mecze na oddanym do użytku w 2017 stadionie wielofunkcyjnym „Arena Radunia” o pojemności 950 miejsc.

## Rezerwy i sekcje młodzieżowe
Klub prowadził drużynę rezerw, która po sezonie 2023/2024 w IV lidze, gr. pomorskiej stała się pierwszą drużyną Raduni. Klub prowadzi również cztery grupy młodzieżowe.

## Skład w 2022
Skład w dniu 7 stycznia 2022.
| Nr | Poz. | Piłkarz             |
| -- | ---- | ------------------- |
| 1  | BR   | Kacper Tułowiecki   |
| 2  | OB   | Dmytro Baszłaj      |
| 3  | OB   | Bartosz Kuźniarski  |
| 4  | OB   | Przemysław Szur     |
| 5  | OB   | Nikodem Potrac      |
| 6  | OB   | Rafał Kosznik       |
| 7  | PO   | Damian Szuprytowski |
| 8  | PO   | Sebastian Deja      |
| 9  | PO   | Paweł Wojowski      |
| 10 | PO   | Radosław Stępień    |
| 11 | NA   | Dawid Retlewski     |
| 13 | OB   | Kuba Lizakowski     |
| 14 | OB   | Oskar Burzyński     |

| Nr | Poz. | Piłkarz                             |
| -- | ---- | ----------------------------------- |
| 15 | PO   | Jakub Witek (wyp. z Wisły Płock)    |
| 17 | OB   | Jan Kopania                         |
| 19 | OB   | Sebastian Murawski                  |
| 20 | NA   | Michał Miller                       |
| 21 | OB   | Maciej Orłowski                     |
| 23 | PO   | Damian Piotrowski                   |
| 25 | PO   | Szymon Nowicki (wyp. z Arki Gdynia) |
| 27 | PO   | Jakub Letniowski                    |
| 28 | NA   | Janusz Surdykowski                  |
| 31 | BR   | Michał Leszczyński                  |
| 77 | PO   | Wojciech Łuczak                     |
| 99 | BR   | Kacper Czajkowski                   |

### Sztab szkoleniowy w 2022
- Trener:  Sebastian Letniowski
- Asystent:  Tomasz Broner
- Trener analityk:  Karol Cegłowski
- Trener przygotowania motorycznego:  Łukasz Radzimiński
- Trener bramkarzy:  Rafał Literski
- Fizjoterapeuta:  Mateusz Chistowski
- Kierownik drużyny:  Zenon Ziegert